# Kentarō Ōi (Fußballspieler)
Kentarō Ōi (japanisch 大井 健太郎 Ōi Kentarō; * 14. Mai 1984 in der Präfektur Shizuoka) ist ein japanischer Fußballspieler.

## Karriere
Ōi erlernte das Fußballspielen in der Schulmannschaft der Fujieda Higashi High School. Seinen ersten Vertrag unterschrieb er 2003 bei den Júbilo Iwata. Der Verein spielte in der höchsten Liga des Landes, der J1 League. 2003 gewann er mit dem Verein den Kaiserpokal. 2010 gewann er mit dem Verein den J.League Cup. Für den Verein absolvierte er 84 Erstligaspiele. 2011 wechselte er zum Zweitligisten Shonan Bellmare. Für den Verein absolvierte er 36 Ligaspiele. 2012 wechselte er zum Erstligisten Albirex Niigata. Für den Verein absolvierte er 107 Erstligaspiele. 2016 kehrte er zu Júbilo Iwata zurück. Am Ende der Saison 2019 stieg der Verein in die J2 League ab. Ende 2021 feierte er mit Júbilo die Meisterschaft der zweiten Liga und stieg wieder in die erste Liga auf. Nach nur einer Saison in der ersten Liga musste er am Ende der Saison 2022 als Tabellenletzter wieder den Weg in die zweite Liga antreten.

## Erfolge
Júbilo Iwata
- J1 League: 2003 (Vizemeister)
- Japanischer Ligapokalsieger: 2010
- Japanischer Pokalsieger: 2003
- Japanischer Ligapokalsieger: 2010
- Japanischer Zweitligameister: 2021  ▲